# 국민성금 헌납기
국민성금 헌납기(T-6 건국기)는 대한민국의 국가등록문화재 제667호이다.

## 개요
T-6 건국기는 1935년 설계 제작된 North American Aviation 사의 T-6 텍산(Texan)을 캐나다에서 라이센스로 생산한 훈련기로, 기존 T-6을 기반으로 최소한의 대지공격능력을 부여한 AT-6모델이다. 1950년 5월 도입 후 6·25전쟁 초기에는 폭격 작전에 투입되었으며 주로 정찰, 대지공격, 조종사 훈련용으로 운용되었다. 1950년 5월 당시 30만 달러의 국민 성금으로 캐나다에서 T-6 10대를 도입하고 ‘건국기’라고 명명했다. 캐나다에서 퇴역해 민간에 넘어간 T-6 10기를 구매하면서, 본체 이외에도 비행기에 탑재하기 위한 M2 기관총 20정과 탄약 5000발, 1년분 부속품과 연료도 함께 구입했다고 한다. 전국적인 모금 운동을 통하여 국민들의 성금으로 구입한 항공기로서 군과 국민의 상호 신뢰적 관계를 상징하며, 자주국방의 의지를 담아 구입한 항공기라는 점에서 등록 가치가 있다.

## 참고 자료
- 국민성금 헌납기 - 국가유산청 국가유산포털